# NGC 2833
NGC 2833 is een spiraalvormig sterrenstelsel in het sterrenbeeld Lynx. Het hemelobject werd op 13 maart 1850 ontdekt door Johnstone Stoney, assistent van de Ierse astronoom William Parsons.

## Synoniemen
- ZWG 181.27
- PGC 26389